# Belgische Radio- en Televisieomroep
 (août 2015).
Si vous disposez d'ouvrages ou d'articles de référence ou si vous connaissez des sites web de qualité traitant du thème abordé ici, merci de compléter l'article en donnant les références utiles à sa vérifiabilité et en les liant à la section « Notes et références ».
Pour les articles homonymes, voir BRT.
La Belgische Radio- en Televisieomroep (BRT, « Radiodiffusion-télévision belge ») est un institut chargé du service public de la radiodiffusion et de la télévision belge de langue néerlandaise, fondé le 18 mai 1960. 
Il est remplacé en 1991 par la Belgische Radio- en Televisieomroep Nederlandstalige uitzendingen (BRTN) qui devient par la suite la Vlaamse Radio- en Televisieomroeporganisatie (VRT) en 1998.

## Histoire

### Années 1960
La loi organique des Instituts de la radiodiffusion-télévision belge du 18 mai 1960 met fin à l’existence du Nationaal Instituut voor de Radio-Omroep (NIR/INR) et crée trois instituts distincts indépendants dotés chacun de la personnalité juridique : la Belgische Radio- en Televisieomroep, Nederlandse uitzendingen (BRT) chargée du service public de la radiodiffusion de langue néerlandaise, la Radiodiffusion-Télévision belge, émissions françaises (RTB) chargée du service public de la radiodiffusion de langue française et l’Institut des services communs (ISC) chargé des fonctions administratives et techniques communes aux deux autres instituts. Par de telles dispositions, le législateur souhaite garantir l’autonomie culturelle de la BRT et de la RTB, l’indépendance des instituts vis-à-vis du Gouvernement et la liberté d’information. 
La fédéralisation progressive du pays marque de son empreinte l’organisation de la BRT puisqu'en avril 1966, elle est placée sous l’autorité du ministre de la Culture flamande. 

### Années 1970
En 1970, l’audiovisuel est considéré comme une matière relevant de la compétence des Communautés et la BRT se décentralise avec la création de centres régionaux autonomes de production radiophonique et télévisuelle. Cette transformation correspond à l’évolution politique et culturelle que connaît le pays et qui accorde une importance croissante à la vie des régions et à la tendance des moyens de communication sociale de s’adresser à des publics de plus en plus restreints. La même année, à la suite d'une révision constitutionnelle, la compétence des matières culturelles est attribuée aux communautés culturelles nouvellement créées. La recherche d’un nouveau statut pour la BRT, mieux adapté à l’évolution institutionnelle du pays en matière de régionalisation et d’autonomie culturelle, est la préoccupation des divers gouvernements qui se succèdent depuis 1970. 
La loi du 21 juillet 1971 accorde aux Conseils culturels le pouvoir de régler les matières relatives à la radiodiffusion et à la télévision à l’exception de l’émission des communications du gouvernement et de la publicité commerciale qui demeurent du ressort du pouvoir fédéral. La BRT relève alors des compétences de la Communauté culturelle flamande qui fixe sa dotation et peut envisager de modifier ses règles d’organisation et de fonctionnement. La communautarisation des matières culturelles accentuent encore l’autonomie des Instituts d’émissions françaises et néerlandaises. 
De 1971 à 1976 est entreprise une séparation du personnel et des services communs de la BRT et de la RTB qui se scindent en deux ailes linguistiques, aboutissant à la dissolution de l’Institut des services communs par la loi du 18 février 1977 qui prévoit le transfert de ses activités aux deux instituts restants. Cette même loi marque la création d’un établissement de radiotélévision de langue allemande : la BRF (Belgisches Rundfunk –und Fernsehzentrum für deutschsprachige Sendungen). La BRT et la RTB deviennent alors deux instituts totalement séparés relevant chacun de leur Conseil culturel respectif. Par ailleurs la BRT et la RTB sont conviées à réformer leurs statuts respectifs. C'est pourquoi, un décret organique du Cultuurraad de la Communauté flamande du 19 décembre 1979 fait de la BRT une institution culturelle flamande et abroge un certain nombre d’articles de la loi du 18 mai 1960, dont les dispositions relatives à la désignation des membres du conseil d’administration et du comité permanent, dorénavant élus par le Cultuurraad sur base du principe de la représentation proportionnelle des groupes politiques de cette assemblée ; les dispositions relatives aux services (un administrateur général auquel sont adjoints trois directeurs généraux remplace l’ancienne structure comprenant un directeur général et deux directeurs des programmes) ; les dispositions relatives aux missions de l’institut, qui sont précisées ; les dispositions relatives aux émissions, sauf pour l’interdiction de faire de la publicité commerciale. Par ailleurs, le décret étend et perfectionne le régime de commissions consultatives ébauché par la loi de 1960 en son article 29 et permet la concession à des tiers du droit de réaliser et de diffuser sur les antennes de la BRT des programmes axés directement sur le commentaire de l’information et l’émission d’opinions concernant l’actualité partant de courants représentatifs sociaux, économiques, culturels, idéologiques et philosophiques (art. 24 du décret).

### Années 1980 et 1990
La loi du 27 mars 1991 sur la radiodiffusion change le nom officiel de la BRT en Belgische Radio- en Televisieomroep Nederlandstalige Uitzendingen (BRTN), le N signifiant « Néerlandais ».

## Identité visuelle
Le logo de la BRT, qu’on appelle parfois « oreille », « œil », « l’œil qui entend », « l’oreille qui voit », ou « corne d’abondance », est créé en 1967 par le graphiste Michel Olyff qui tente « d'exprimer l'idée de la diffusion », comme il l'explique en 1989 « Tout le matériel de l'époque impliquait des mouvements de rotation. D'où ce cercle tournant sur lui-même et s'élargissant, telles des ondes ». 

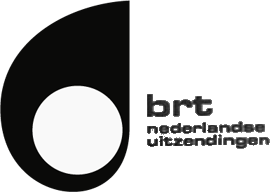
Logo de la BRT du 18 mai 1960 à 1977.
Logo de la BRT de 1977 au 26 mars 1991.

## Organisation
La loi organique des Instituts de la radiodiffusion-télévision belge de 1960 range les trois instituts créés dans la catégorie B des organismes d’intérêt public régis par la loi du 16 mars 1954. Elle leur impose l’objectivité, interdit la censure préalable du gouvernement ainsi que l’émission de publicité commerciale (art. 28 § 1er et § 3).
La télévision dispose d'une autonomie par rapport à la radio avec du personnel distinct, des infrastructures particulières et des locaux appropriés. Elle est dirigée par un directeur des programmes nommé par le Roi.

### Conseil d'administration
Comme chacun des instituts créés par la loi de 1960, la BRT dispose de son propre conseil d'administration qui compte huit membres nommés alternativement par la Chambre et par le Sénat sur une liste de candidats désignés par diverses institutions scientifiques et culturelles et par les conseils provinciaux, ainsi que deux membres cooptés au sein de ce conseil. Trois membres forment le comité permanent chargé de l’instruction préalable des affaires. 
Le conseil d'administration n'est plus présidé par un membre du gouvernement mais par un administrateur choisi au sein du conseil. Le pouvoir y est représenté par un délégué du ministre de tutelle, dont la tâche principale est de veiller au respect de la loi. Le décret du 9 avril 1973 prévoit que le conseil d'administration soit élargi à 10 personnes et que la désignation de l'administrateur de la BRT soit dorénavant effectuée par le conseil culturel de la Communauté flamande, étant entendu que cette désignation se fait selon le système de la représentation proportionnelle des groupes politiques au sein de ce conseil. 

### Dirigeants
Administrateurs Directeurs-généraux :
- Jan Boon : 18 mai 1960 - 31 décembre 1960
- Paul Vandenbussche : 31 décembre 1960 - 1986
- Cas Goossens : 1986 - 27 mars 1991

Directeur de la radio :
- Johan Op de Beeck

Directeurs de la télévision :
- Paul Vandenbussche : 8 août 1960 - 31 décembre 1960
- Bert Janssens : 31 décembre 1960 - 1972
- Nic Bal : 1972 - 27 mars 1991

Directeur des services techniques :
- Michel Gewillig

Directeurs de l’information :
- Lode Van Uyten : 18 mai 1960 - 1972
- Karel Hemmerechts : 1972 - 1990

Directeur des émissions culturelles :
- Nic Bal

### Budget et ressources
Pour assurer son fonctionnement, la BRT dispose de son propre budget alloué par l’État qui est constituée pour 90 % du produit des redevances annuelles. La publicité commerciale est interdite. 
À la suite du décret de 1979, les moyens de la BRT proviennent pour l’essentiel de la dotation qui lui est allouée chaque année par le Cultuurraad et du produit d’emprunts. Par décret du 10 mars 1981 , la BRT est autorisée à conclure des emprunts pour un montant total de 5.520 millions de francs. La BRT bénéficie également de ressources provenant d’émissions sponsorisées, mais ces ressources complémentaires ne sont pas très importantes.

### Missions
La Belgische Radio en Televisie, Nederlandstalige uitzendingen détermine de manière autonome le programme de ses émissions, leurs modalités d'exécution, dispose de son propre budget, et gère elle-même ses différents services en fonction des objectifs qui lui sont explicitement assignés, c'est-à-dire l'information, le divertissement, l'éducation et la culture. La loi organique des Instituts de la radiodiffusion-télévision belge de 1960 précise, en outre, que les émissions d'information sont réalisées "sans aucune censure préalable du gouvernement".
La BRT est membre de l'Union européenne de radio-télévision. 

### Sièges
Les locaux de la BRT sont originellement situés place Flagey à Ixelles. Jugés exigus à la suite du développement de la radio-télévision de service public, le besoin de construire un outil plus adapté à la télévision se fait sentir. Le 14 octobre 1964 est posée la première pierre de la Cité de la Radio-Télévision au boulevard Reyers 52 à Schaerbeek, vaste ensemble d’immeubles construits spécialement à cet effet pour accueillir les services de radio et de télévision francophones et néerlandophones. Les services de la télévision y déménagent en 1967, alors que ceux de la radiodiffusion restent à la Maison de la Radio, place Flagey.   

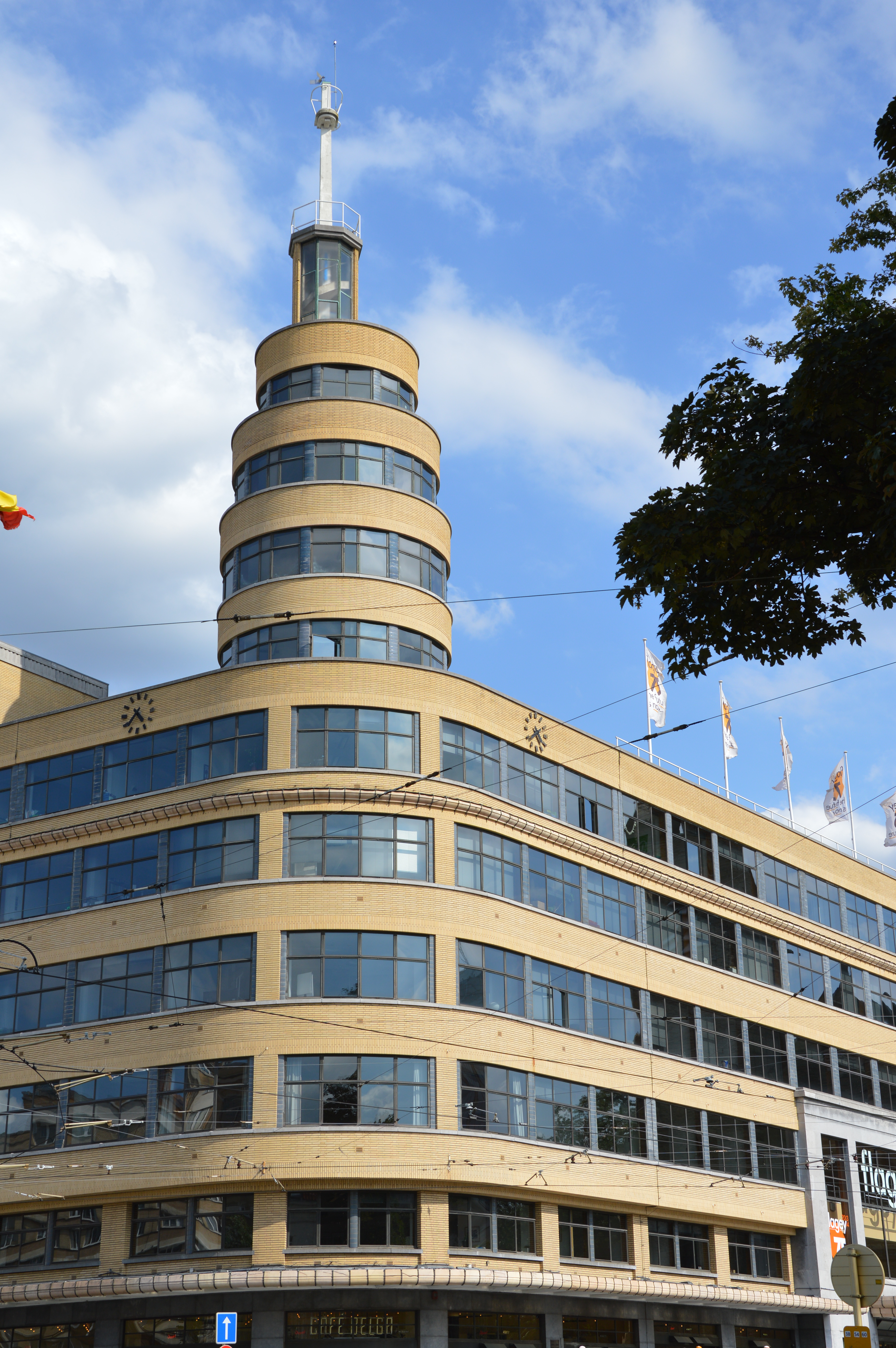
Premier siège de la BRT, place Flagey.
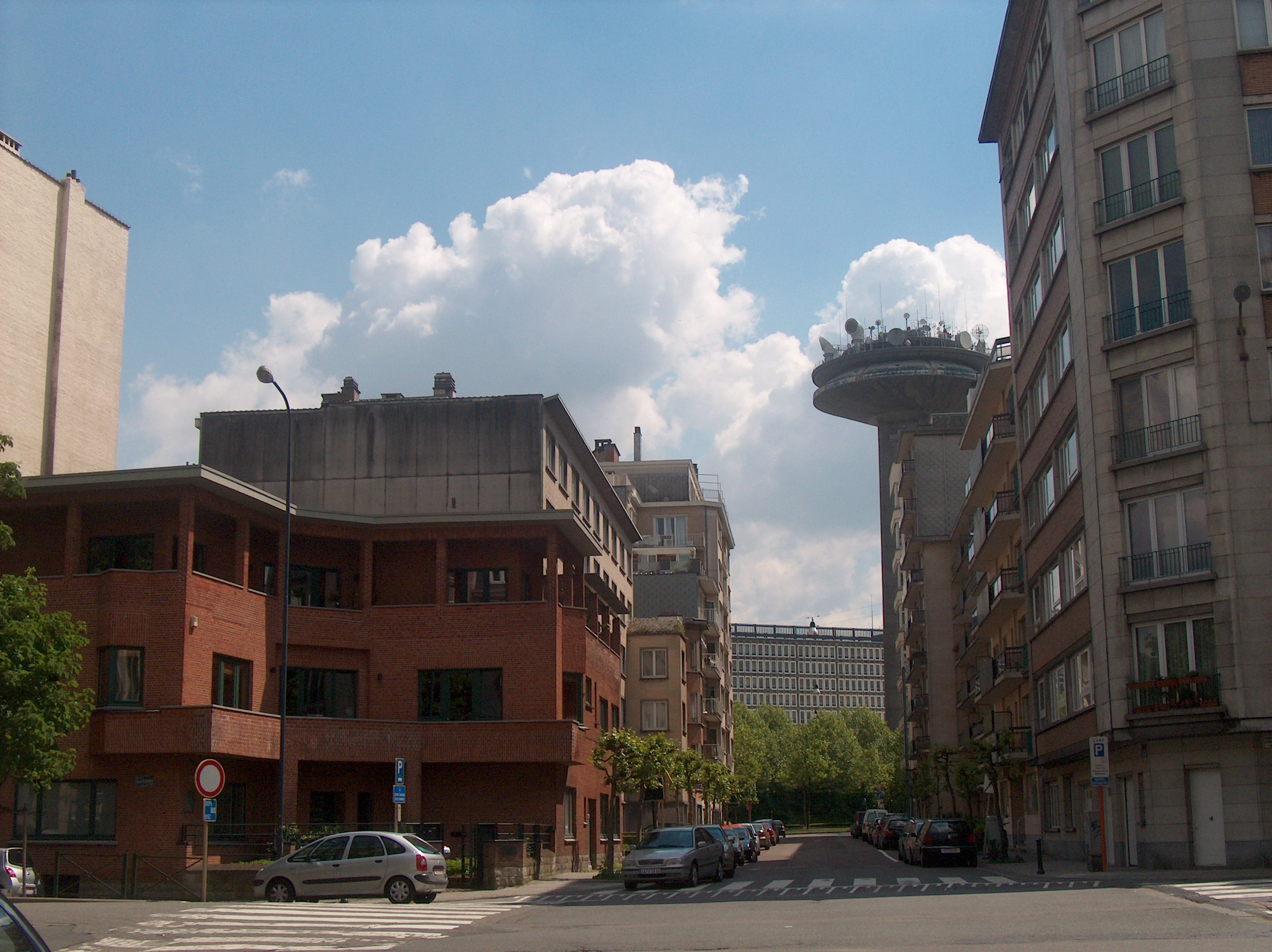
Cité de la Radio-Télévision avec la tour Reyers

## Antennes de diffusion
La BRT comprenait cinq chaînes de radio et deux chaînes de télévision.

### Radiodiffusion
- BRT 1 : programme généraliste composé d’information, de divertissement musical et d’émissions de service
- BRT 2 : Programme régional
- BRT 3 : programme créé le 1er octobre 1961 voué à la musique classique
- Studio Brussel : programme régional bruxellois créé en 1983, puis étendu à toute la Flandre en 1987
- ORU - De Vriendschapsbode : service de radiodiffusion international

### Télévision
- BRT TV1 : chaîne de télévision généraliste
- BRT TV2 : chaîne de télévision créée le 26 avril 1977